# Переклади творів Григорія Сковороди
Список перекладів творів Григорія Сковороди

## Сучасною українською мовою
| Назва видання чи твору | Перекладач/і, укладач/і                              | Рік видання            | Місце видання | ISBN                     | Номер OCLC | Коментар                     |
| --- | ---------------------------------------------------- | ---------------------- | ------------- | ------------------------ | ---------- | ---------------------------- |
| Твори | М. Зеров, М. Кашуба, П. Пелеа, М. Рогович, В. Шевчук | 1992                   | Київ          | 581040054X 9785810400547 | 64064920   |                              |
| Григорій Савич Сковорода (український філософ): короткий його життєпис і вибрані місця з творів та листів: з нагоди 125-літньої річниці з дня смерті | Гнат Хоткевич                                        | 1920                   | Харків        |                          |            | Повний текст                 |
| Сад пісень: Вибрані твори | Василь Яременко                                      | 1968, 1972, 1980, 1983 | Київ          |                          |            |                              |
| Поезії |                                                      | 1971                   | Київ          |                          |            |                              |
| На слідах життя Григорія Сковороди |                                                      | 1972                   | Баффало       |                          |            |                              |
| Байки харківські. Афоризми. |                                                      | 1972                   | Харків        |                          | 63474354   |                              |
| Двері до християнських чеснот |                                                      | 1926                   | Вінніпег      |                          |            |                              |
| Похвала бідності, Ось вона, молодість рок, На день народження Василя Томари (переклад з латинської)                                                  | Микола Зеров                                         | 1966                   | Київ          |                          | 9517503    |                              |
| Облудники, що моляться, співають | Валерій Шевчук                                       | 1982                   |               |                          |            | Журнал «Людина і світ» (№12) |

## Іншими мовами
| Мова                    | Перекладені твори                                | Назва перекладу                                                   | Перекладач/і                          | Рік видання | Місце видання            | ISBN                     | Номер OCLC | Коментар                                                                 |
| ----------------------- | ------------------------------------------------ | ----------------------------------------------------------------- | ------------------------------------- | ----------- | ------------------------ | ------------------------ | ---------- | ------------------------------------------------------------------------ |
| англійська              |                                                  | Fables and aphorisms                                              | Дан-Богдан Чопик / Dan B. Chopyk      | 1990        | Нью-Йорк                 | 0820411469 9780820411460 | 246614117  |                                                                          |
| англійська              | Потоп зміїний (уривок)                           | The Serpent's Flood (excerpt)                                     | Тарас Закидальський                   | 1996        | Toronto; Buffalo; London | 9781442664760 1442664762 | 1013944148 |                                                                          |
| англійська              | Байки та афоризми                                | Статті,. переклади, рецензії, присвячені творчості Г.С. Сковороди | Дан-Богдан Чопик / Dan B. Chopyk      | 1998        | США                      |                          |            |                                                                          |
| вірменська              | вибрані твори                                    |                                                                   | Левон Міріджанян                      | 1972        | Єреван                   |                          |            |                                                                          |
| грузинська              | Сад божественних пісень (збірка)                 | Сад божественних пісень                                           |                                       | 1972        | Тбілісі                  |                          |            |                                                                          |
| російська та грузинська |                                                  | Счастливый след                                                   |                                       | 1972        | Тбілісі                  |                          |            |                                                                          |
| грузинська              | Байки Харківські                                 | Харківські байки                                                  | Р. Чілачава                           | 1972        | Тбілісі                  |                          |            |                                                                          |
| італійська              | Розмова, звана алфавіт, або буквар світу, Нарцис | Dialogo chiamato l'alfabeto o l'abecedario del mondo, Narciso     | С. Вовк                               | 1994, 1996  | Італія                   |                          |            | Опубліковано у журналі: Kamen’. Rivista semestrale di poesia e filosofia |
| італійська              | Вбогий жайворонок                                | La povera allodola                                                | M. Moretti                            | 2000        | Падуя                    |                          |            | Видання: Miti Antichi e Moderni tra Italia e Ucraina                     |
| португальська           | Байки                                            | Fábulas                                                           | Віра Вовк                             | 1978        | Ріо-де- Жанейро          |                          | 17113346   |                                                                          |
| російська               | різні                                            | Избранное: Песни. Басни. Притчи                                   | ?                                     | 1972        | Москва                   |                          | 976420     |                                                                          |
| російська               | різні                                            | Сочинения: В 2-х т.                                               | І. В. Іваньо та М. В. Кашуба          | 1973        | Москва                   |                          | 21497854   |                                                                          |
| російська               | різні                                            | Сочинения                                                         | А.Н. Гордієнко                        | 1999        | Мінськ                   | 9854562352 9789854562353 | 1039017307 | Повний текст                                                             |
| російська               | різні                                            | Духовный алфавит: Григорий Сковорода и литература его времени     | сост. О.В. Марченко, А.В. Панибратцев | 2000        | Москва                   | 5854681250 9785854681254 | 54750350   |                                                                          |
| російська               | повне зфбрання                                   | Полное собрание сочинений                                         | Р. Кисельов, М. Кашуба                | 2011, 2012  | Київ                     | 978-966-2644-00-5        |            |                                                                          |
| чеська                  | різні                                            | Rozmluva o moudrosti                                              | Františka Sokolová                    | 1983        | Прага                    |                          | 39576485   |                                                                          |
| чеська                  | різні                                            | Hryhorij Skovoroda, učitel života                                 | Dagmar Dvořáková                      | 1994        | Прага                    | 8090154026 9788090154025 | 40060483   |                                                                          |
| німецька                | вибрані твори                                    | Ausgewählte Werke                                                 | Р. Пітч / R. Pietsch                  | 2013        | Мюнхен                   |                          |            |                                                                          |